# Newton's Law
Newton's Law es una serie de televisión australiana estrenada el 9 de febrero del 2017 a través de la cadena ABC.
La serie fue creada por Deb Cox y Fiona Eagger, y ha contado con la participación invitada de los actores Jeremy Lindsay Taylor, Ella Scott Lynch, Matt Boesenberg, Katherine Hicks, Greg Stone, Lawrence Leung, Lynette Curran, entre otros...

## Historia
Cuando el despacho "Newton's Legal" de la abogada Josephine Newton, una mujer con un sentido de responsabilidad excesiva es incinerado por un cliente descontento, su viejo amigo de la universidad y no tan secreto admirador, Lewis Hughes la persuade para que se le una en las glamurosas "Knox Chambers".
Con su oficina destruida, su matrimonió colapsando y su papel como madre rápidamente perdiendo el encanto, Josephine decide que es hora de un cambio y retomar sus propias aspiraciones, sin embargo es más fácil decirlo que hacerlo y pronto su vieja vida la alcanza.

## Personajes[4]

### Personajes principales
| Actor            | Personaje         | Ocupación                                        | Episodios | Duración        |
| ---------------- | ----------------- | ------------------------------------------------ | --------- | --------------- |
| Claudia Karvan   | Josephine Newton  | Abogada / Miembro de "Knox Chambers"             | 8         | 2017 - presente |
| Toby Schmitz     | Lewis Hughes      | Abogado / Consejero y miembro de "Knox Chambers" | 8         | 2017 - presente |
| Georgina Naidu   | Helena Chatterjee | Abogada de "Chatterjee & Chatterjee"             | 8         | 2017 - presente |
| Sean Keenan      | Johnny Allbright  | -                                                | 8         | 2017 - presente |
| Andrew McFarlane | Eric Whitley      | Abogado / Fundador de "Knox Chambers"            | 8         | 2017 - presente |
| Jane Hall        | Jackie Russo      | Asistente Personal de Eric / Gerente de Chambers | 8         | 2017 - presente |
| Miranda Tapsell  | Skye Stewart      | Miembro de "Chatterjee & Chatterjee"             | 7         | 2017 - presente |
| Brett Tucker     | Callum Docker     | Activista Ambiental                              | 6         | 2017 - presente |

### Personajes recurrentes
| Actor                | Personaje            | Ocupación                  | Nº de episodios | Duración        |
| -------------------- | -------------------- | -------------------------- | --------------- | --------------- |
| Ella Newton          | Lydia Docker         | Hija de Callum y Josephine | 7               | 2017 - presente |
| Makwaya Musudi       | Zareb Mulumba        | -                          | 7               | 2017 - presente |
| William "Will" Ewing | Craig Allen          | -                          | 6               | 2017 - presente |
| Grant Piro           | Sgt. Robert Malouf   | Sargento de la Policía     | 5               | 2017 - presente |
| Ming-Zhu Huii        | Claire Zhang         | -                          | 5               | 2017 - presente |
| Freya Stafford       | Rose Newton          | -                          | 3               | 2017 - presente |
| Neil Melville        | Christopher Elvin    | Juez                       | 3               | 2017 - presente |
| Maria Theodorakis    | Lee Donaldson        | Magistrada                 | 3               | 2017 - presente |
| Christian Byers      | Harry Sutton         | -                          | 3               | 2017 - presente |
| Simon Maiden         | Alan Edgeworth       | -                          | 3               | 2017 - presente |
| Jason Agius          | Nikos Aristides      | -                          | 3               | 2017 - presente |
| Kay Keighery         | Patty                | -                          | 3               | 2017 - presente |
| Richard Bligh        | "The Lyncher" Gordon | Magistrado                 | 3               | 2017 - presente |

## Episodios
La primera temporada estuvo conformada por 8 episodios.

## Producción
La serie fue creada por Deb Cox y Fiona Eagger, cuenta con la directora Jennifer Leacey.
La producción está a cargo de Fiona Eagger, Deb Cox y Anna Molyneaux, mientras que la producción ejecutiva está en manos de Eagger, Cox, así como con Brett Sleigh y Alastair McKinnon. La edición de la serie está a cargo de Anne Carter y Stephen Evans.
Las filmaciones de la serie comenzaron en el 2016 y fue estrenada en febrero del 2017.